# Pycnoclavella flava
Pycnoclavella flava is een zakpijpensoort uit de familie van de Clavelinidae. De wetenschappelijke naam van de soort werd in 1988, als Clavelina flava, voor het eerst geldig gepubliceerd door Françoise Monniot.